# Corgatha flavicosta
Corgatha flavicosta là một loài bướm đêm trong họ Erebidae.